# Straszliwy rok

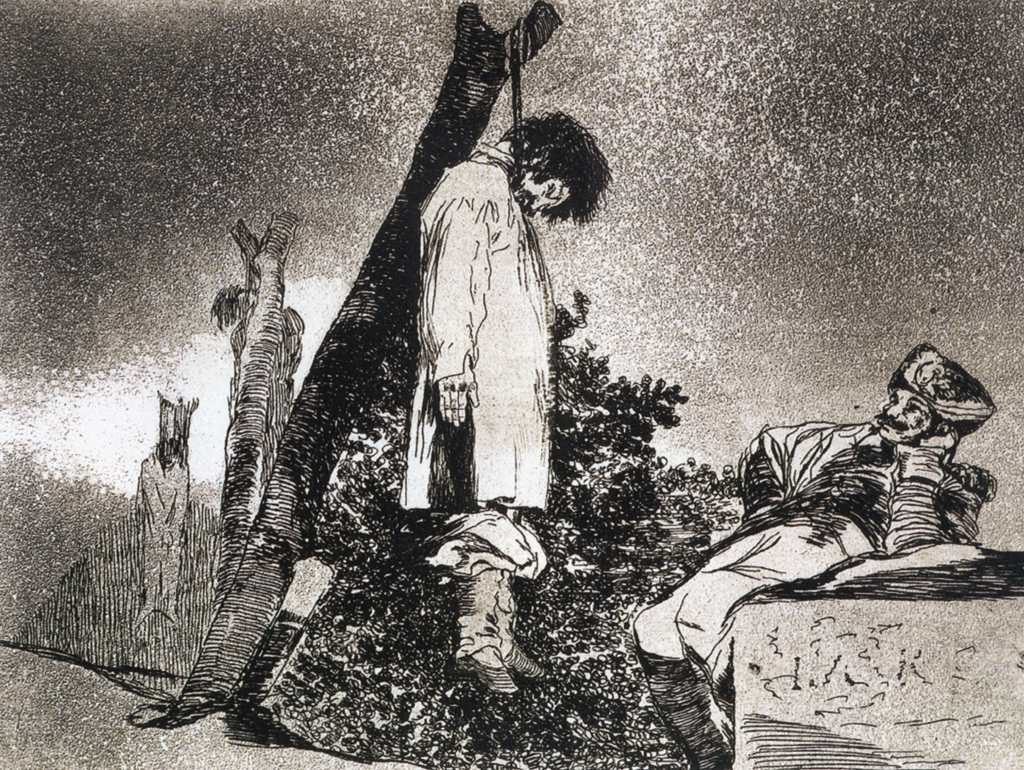
Jedną z inspiracji Wiktora Hugo do napisania Straszliwego roku był cykl rysunków Francisca Goi Okropności wojny

Straszliwy rok (oryg. fr. L'Année terrible) – tom poezji Wiktora Hugo zainspirowany wydarzeniami wojny francusko-pruskiej i Komuny Paryskiej. Po raz pierwszy opublikowany w 1872.

## Okoliczności powstania utworu
Straszliwy rok składa się z dwóch części, z których pierwsza była pisana w trakcie działań wojennych, zaś druga - w lecie 1871. Jedną z inspiracji dla autora mogło być obejrzenie cyklu Okropności wojny Goi, który zrobił na nim ogromne wrażenie. Podstawowym celem Hugo było jednak utrwalenie w poezji dramatu francuskiego społeczeństwa, które jego zdaniem zostało wplątane w wojnę przez błędne decyzje złych polityków. W odróżnieniu od większości swoich utworów, Hugo nie przygotował żadnego wstępnego projektu Straszliwego roku, pisząc kolejne wchodzące w jego skład wiersze w miarę rozwoju sytuacji politycznej.

## Treść i forma
Straszliwy rok łączy rejestry i gatunki - zawarte w nim wiersze są realistycznymi obrazami wojny, w szczególności oblężonego Paryża (List do pewnej kobiety), lub też opisują rzeczywistość w sposób fantastyczny (animizacja w utworze Forty), utrzymane są w konwencji patetycznych wezwań do walki (Nasi umarli, Do Francji), refleksji nad losem żołnierzy i okrucieństwem walk (Widząc unoszące się na Sekwanie ciała pruskich żołnierzy), czy też ironicznych wezwań do arystokracji i polityków, ukazujących zło ich postępowania (Do wszystkich książąt). Niektóre utwory łączą opis walk z fragmentami pisanymi pogodnym, luźnym językiem, w przekonaniu, że tragedia roku 1870 przyniesie w ostatecznym rozrachunku pozytywne skutki dla społeczeństwa francuskiego. Autor wielokrotnie nawiązuje do historii, porównując wydarzenia lat 1870-1871 z wojnami antycznymi i średniowiecznymi, przywołuje pozytywne i negatywne przykłady do naśladowania. Ten synkretyzm stylistyczny sprawia, iż Straszliwy rok staje się łącznikiem między emigracyjną twórczością Hugo a jego ostatnimi utworami.
Hugo bardzo starannie datował kolejne wiersze oraz wskazywał zdarzenia, jakie zainspirowały ich powstanie, co czyni ze Straszliwego roku poetycki pamiętnik z tamtych dni. Wśród epizodów, jakie stały się przyczyną napisania wierszy, jest śmierć syna poety Karola, zachowanie jego wnuczki Joasi, upadek pocisku tuż obok spacerującego w Feuillantines pisarza, wreszcie jego spotkanie z Marią Mercier, wdową po komunardzie.
Ostatecznym wniosek podmiotu brzmi jednak, iż dotychczasowe tragedie nie oznaczają zahamowania postępu - Hugo wyraża niezachwianą wiarę w jego dalszy marsz i dalszą poprawę sytuacji całych narodów. Zachowuje również wyrażoną w Nędznikach koncepcję Boga-współtwórcy postępu.

## Przesłanie utworu
Straszliwy rok jest wyrazem mieszanych uczuć autora wobec obserwowanych przezeń wydarzeń, który - podobnie jak w dygresjach w Nędznikach - uzewnętrznia swoje wątpliwości i niejako na oczach czytelnika dochodzi do bardziej sprecyzowanych wniosków. Hugo cieszy się z upadku znienawidzonego II Cesarstwa, jednak stopniowo uczucie to ustępuje miejsca trosce o stan rodzinnego kraju, opanowanego przez cudze wojska. Równocześnie stara się wykazać piękno romantycznej kultury niemieckiej, nie identyfikować całego narodu z kręgami rządowymi i wojskowymi.
Nowe rozterki przeżywa Hugo we fragmencie poświęconym Komunie Paryskiej, którą uważał za ruch nieprzemyślany, zrywający z podstawowymi zasadami etyki i przez to niegodny poparcia. Twierdził, że nie była to prawdziwa rewolucja, a uczestniczących w walkach paryżan należy określać jako „tłum”, a nie walczący o wolność i postęp „lud”. Szczegółowe rozróżnienie między tymi pojęciami, zawarte wcześniej w Nędznikach, umieścił także w prologu. Hugo potępił jednak również Krwawy tydzień i rządowe represje wobec komunardów, które również uznał za całkowicie nieetyczne, stosujące niepotrzebną przemoc wobec i tak pokonanego przeciwnika.  
Wyrażane w utworze wątpliwości różnią Straszliwy rok od drugiego wielkiego zbioru poezji politycznej Hugo - Chłosty, do której pisania autor przystąpił z gotową koncepcją całości i z niezachwianym przekonaniem o słuszności końcowego przesłania politycznego. W Straszliwm roku, chociaż zachowanych zostaje wiele idei znanych z wcześniejszej twórczości Hugo, ostateczne przesłanie kierowane do odbiorców formuje się dopiero na ich oczach.